# Amblypodia regia
Amblypodia regia är en fjärilsart som beskrevs av Evans 1925. Amblypodia regia ingår i släktet Amblypodia och familjen juvelvingar. Inga underarter finns listade i Catalogue of Life.